# Kościół artykularny w Leštinach
Kościół artykularny w Leštinach – drewniana świątynia ewangelicka w miejscowości Leštiny, w północnej Słowacji.
Jeden z 38 kościołów artykularnych wzniesionych na terenie dawnych Węgier przez protestantów na mocy 26 artykułu sejmu w Sopronie w 1681 i jeden z 5 tego rodzaju kościołów zachowanych na terenie dzisiejszej Słowacji.
Jest najstarszym zachowanym ewangelickim (artykularnym) kościołem wzniesionym na terenie Słowacji. Do dziś obiekt zachował się w oryginalnym środowisku naturalnym i w nienaruszonym stanie.
Wraz z innymi drewnianymi świątyniami słowackich Karpat wpisany został w 2008 na liście światowego dziedzictwa UNESCO.

## Historia
Kościół został zbudowany w latach 1688–1689, z fundacji szlachcica Joba Zmeškala, kapitana gwardii na Zamku Orawskim. Przebudowany w 1775. W kościele został ochrzczony jeden z najwybitniejszych poetów słowackich Pavol Országh Hviezdoslav.

## Architektura i wyposażenie
Jest to budowla drewniana konstrukcji zrębowej, orientowana, na planie krzyża. Zamknięte prostokątnie prezbiterium i szersza od niego nawa. Dach jednokalenicowy, kryty gontem. Świątynia częściowo otoczona sobotami.
Wewnątrz belkowy strop płaski. Wnętrze bogato zdobione i malowane. Polichromia z lat: koniec XVII w.–1775, ze scenami z życia Chrystusa i Ewangelistów i motywami roślinnymi (kwiaty ogrodowe i polne). Ważniejsze wyposażenie kościoła:
- barokowy ołtarz główny z polichromowanymi drzeworytami z k. XVII w.,
- chrzcielnica drewniana, polichromowana z XVII w.,
- ławki z herbami, w których zasiadali zamożni panowie okolicy,
- renesansowa ambona, bogato zdobiona, z początku XVIII w., z rzeźbą anioła grającego na trąbie[1][2].

## Otoczenie
Obok kościoła drewniana dzwonnica, kryta dachem namiotowym z końca XVIII w. z dwoma dzwonami z 1764 i 1924. Całość otoczona ogrodzeniem z bramkami.

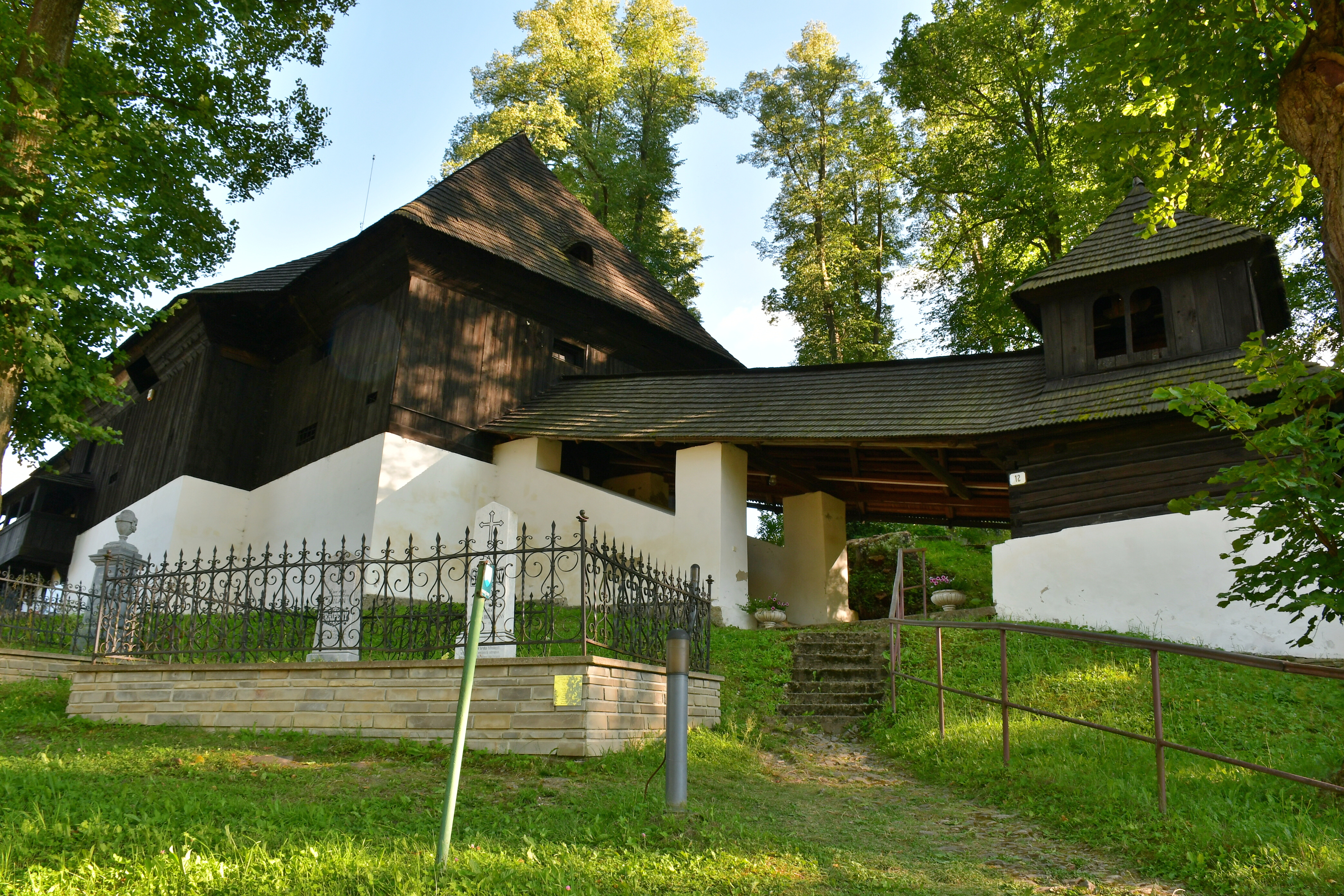
Widok ogólny
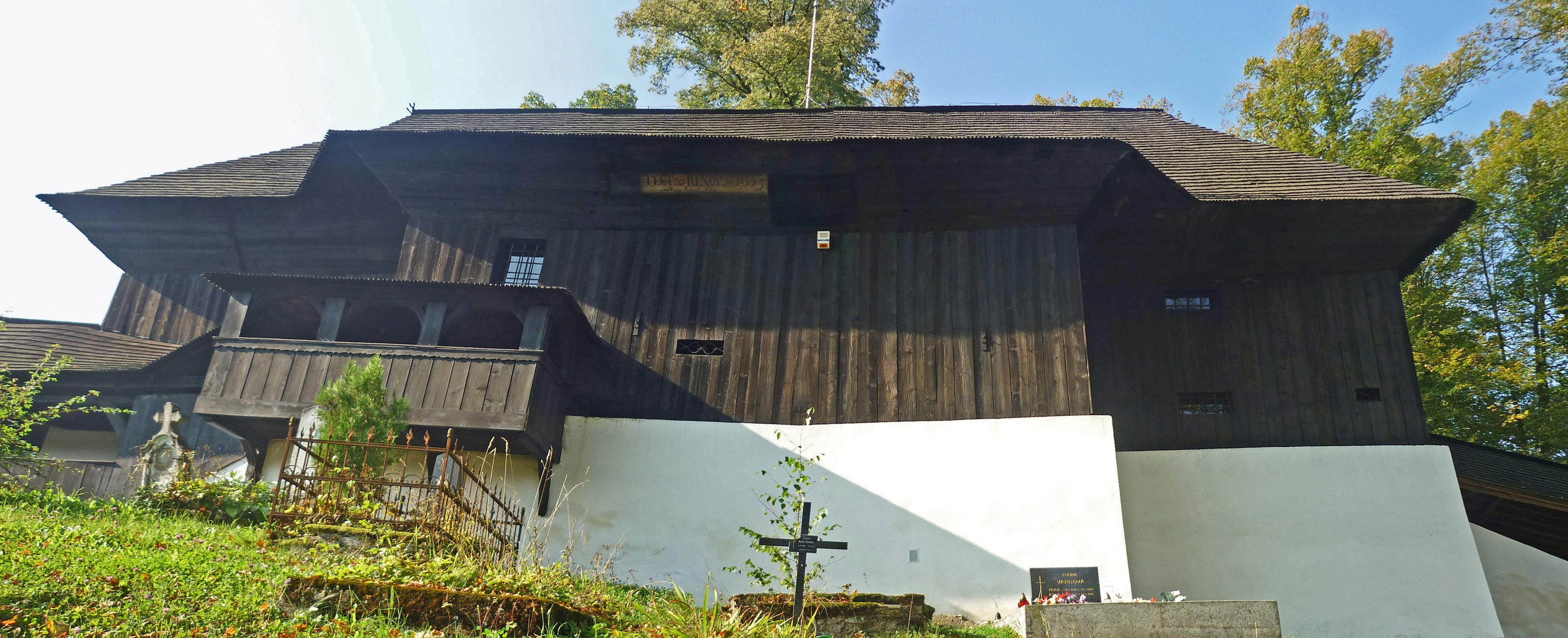
Elewacja boczna
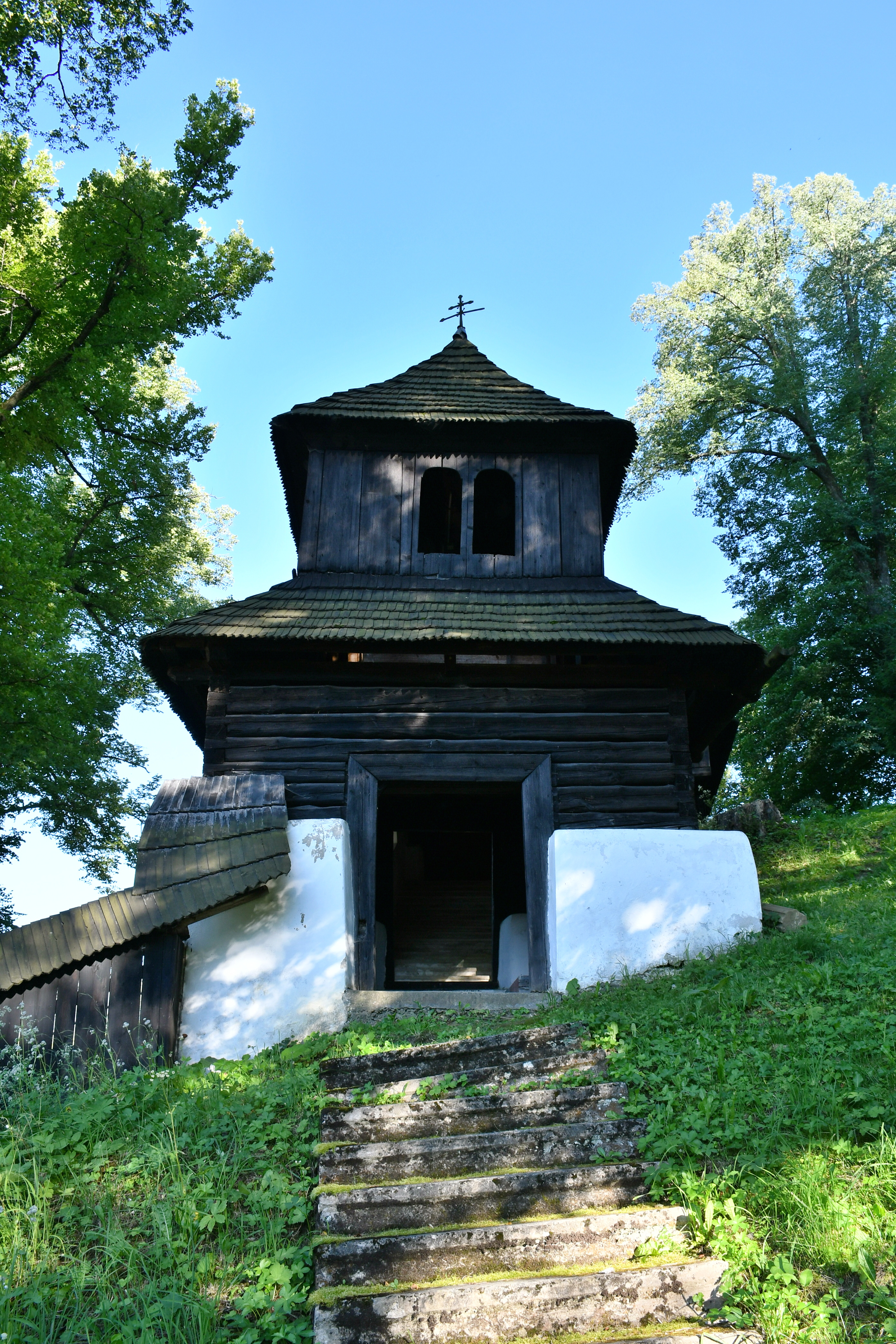
Dzwonnica